# Salvatore Garau
Salvatore Garau, född 3 november 1953 i Santa Giusta, är en italiensk målare. Han berör ofta ämnen som miljöskydd, kultur och social etik. Garau sålde år 2021 konstverket Io sono ("Jag är"), vilket består av ett tomrum, det vill säga är icke-existerande. Köparen betalade 14 820 €.

## Film
En dokumentärfilm med titeln The Canvas (La Tela, 2017) om en Garau-målning utgavs 2017. Filmen hade premiär på flera filmfestivaler, i New York, Los Angeles, Chicago, Paris, Indien, Brasilien och visades på biografer 2017. En dokumentärfilm med titeln Future Italian Frescos (Futuri affreschi italiani, 2018), om Garaus konst utkom 2018 och hade premiär på flera filmfestivaler i New York och i Indien. Filmen hade premiär på Brasil International Film Festival 2021 och på Spain International Film Festival 2021 med ett särskilt jurypris.